# الکس کاکرین (بازیکن فوتبال)
الکس کاکرین (انگلیسی: Alex Cochrane؛ زادهٔ ۲۱ آوریل ۲۰۰۰) بازیکن فوتبال است.
از باشگاه‌هایی که در آن بازی کرده‌است می‌توان به باشگاه فوتبال برایتون اند هوو آلبیون اشاره کرد.
وی همچنین در تیم‌های ملی فوتبال زیر ۱۶ سال و زیر ۲۰ سال انگلستان بازی کرده‌است.